# Lézarde (Martinique)
Ne doit pas être confondu avec Lézarde (Guadeloupe) ou Lézarde (Seine-Maritime).
Pour les articles homonymes, voir Lézarde.
La Lézarde est une rivière française, longue de 35,59 kilomètres, qui coule dans le centre-ouest du département de la Martinique et arrose les communes de Gros-Morne et du Lamentin. C'est la plus grande rivière de l'île.

## Géographie
Prenant sa source sur le versant Est du Morne du Lorrain, au Nord-Est des Pitons du Carbet, la Lézarde se jette dans la mer des Caraïbes au Cohé du Lamentin, dans la Baie de Fort-de-France, au nord de l'aéroport international Martinique Aimé Césaire. Son bassin versant, d'une superficie de 116 km2, est le plus important de la Martinique avec environ 520 km de cours d'eau et ravines s'étendant sur 7 communes : Le Lamentin, Saint-Joseph, Le Robert, Gros-Morne, Fort-de-France, Schœlcher et Fonds-Saint-Denis.
Dans le passé, elle était fréquenté par le lamantin, animal qui y a totalement disparu.

## Affluents
Parmi les principaux cours d'eau affluents de la Lézarde se trouvent la rivière Blanche (20,5 km), la Petite Rivière (10,5 km), la rivière Petite Lézarde (9,5 km), la rivière Caleçon (9 km), la rivière Goureau (6,5 km), la rivière Quiembon (4,5 km), la rivière Rouge (4,5 km), la rivière Claire (3,5 km), la rivière Fond Choux (2,5 km) et la rivière Pomme (2 km).